# Masacre de Kingsmill
En la Masacre de Kingsmill, ocurrida el 5 de enero de 1976, diez hombres protestantes fueron asesinados en el sur del Condado de Armagh por miembros del IRA Provisional ocultándose tras el nombre de "South Armagh Republican Action Force".

## La masacre
Las víctimas eran trabajadores del textil que volvían a casa desde Bessbrook en una Ford Transit habilitada como minibús por la carretera entre Whitecross y Bessbrook. Tras pasar por Whitecross, cerca de las 17:40, el vehículo fue detenido por un grupo de unos doce hombres armados. Los ocupantes del vehículo fueron obligados a bajar, y al único trabajador católico se le ordenó alejarse del lugar. El resto de hombres fueron fusilados. Diez hombres murieron, y sólo sobrevivió uno, a pesar de haber recibido 18 disparos.